# Vlag van Middelstum

Dorpsvlag Middelstum

De vlag van Middelstum werd in 2011 door het Nederlandse dorp Middelstum in gebruik genomen. De vlag is geïntroduceerd toen men Middelstum als het leukste dorp van Groningen uitriep. De vlag bestaat uit de provincievlag van Groningen met in het midden het gemeentewapen geplaatst.

Vlag van Groningen (provincie)
Wapen van Middelstum

Bierum
· Boerakker-Lucaswolde
· Bourtange
· De Wilp
· Drieborg
· Eenum
· Farmsum
· Garrelsweer
· Hellum
· Jonkersvaart
· Kiel-Windeweer
· Leens
· Leermens
· Losdorp
· Marum
· Middelstum
· Noordlaren
· Nuis-Niebert
· Oldekerk, Faan en Niekerk
· Onstwedde
· Schildwolde
· Spijk
· Stedum
· Wehe-den Hoorn
· 't Zandt
· Zevenhuizen
· Zijldijk